# Hrabství Offaly
Hrabství Offaly (irsky Contae Uíbh Fhailí, anglicky County Offaly či King's County) je irské hrabství nacházející se ve středu země v bývalé provincii Leinster. Sousedí s hrabstvími Roscommon a Westmeath na severu, s hrabstvími Meath a Kildare na východě, s hrabstvím Laois na jihovýchodě, s Tipperary na jihu a s Galway na západě.
Hlavním městem hrabství je Tullamore, i když až do 19. století jím byl Daingean (Philipstown). Hrabství má rozlohu rovných 2000 km² a žije v něm přibližně 78 tisíc obyvatel.
Dvoupísmenná zkratka hrabství, používaná zejména na SPZ, je OY.

## Geografie

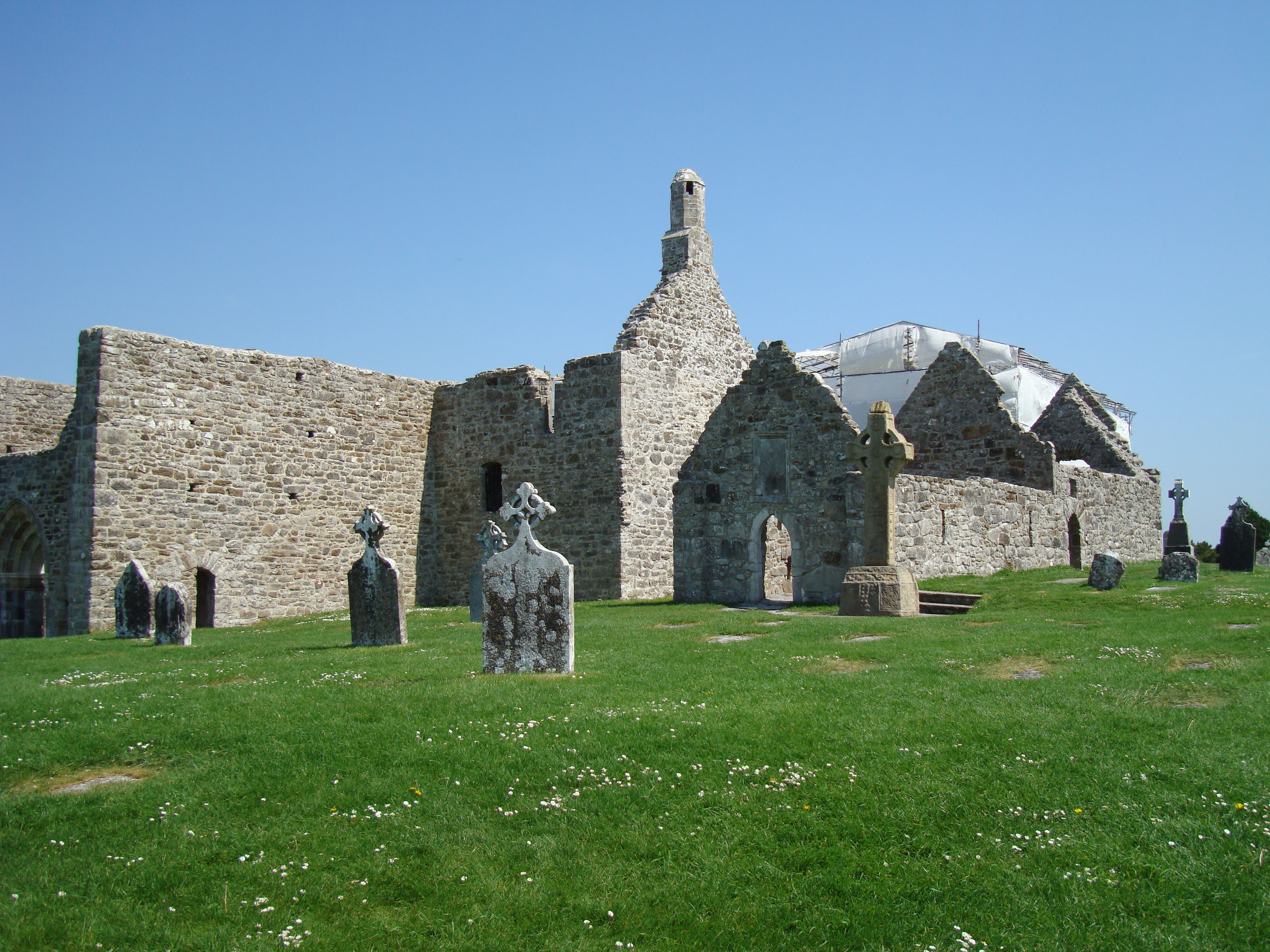
Clonmacnoise

Jižní část hrabství tvoří pohoří Slieve Bloom, v severozápadní části je údolní niva řeky Shannon a zbytek sestává z velkých rašelinišť.
Mezi zajímavá místa patří hrad Birr či klášter Clonmacnoise.

## Historie
Irský název hrabství poukazuje na původ v království Uí Failghe. Současné hrabství bylo založeno roku 1556 Marií I. Tudorovnou během osídlování Irska a následně pojmenováno King's County po královi Filipu II. Španělském.

## Demografie

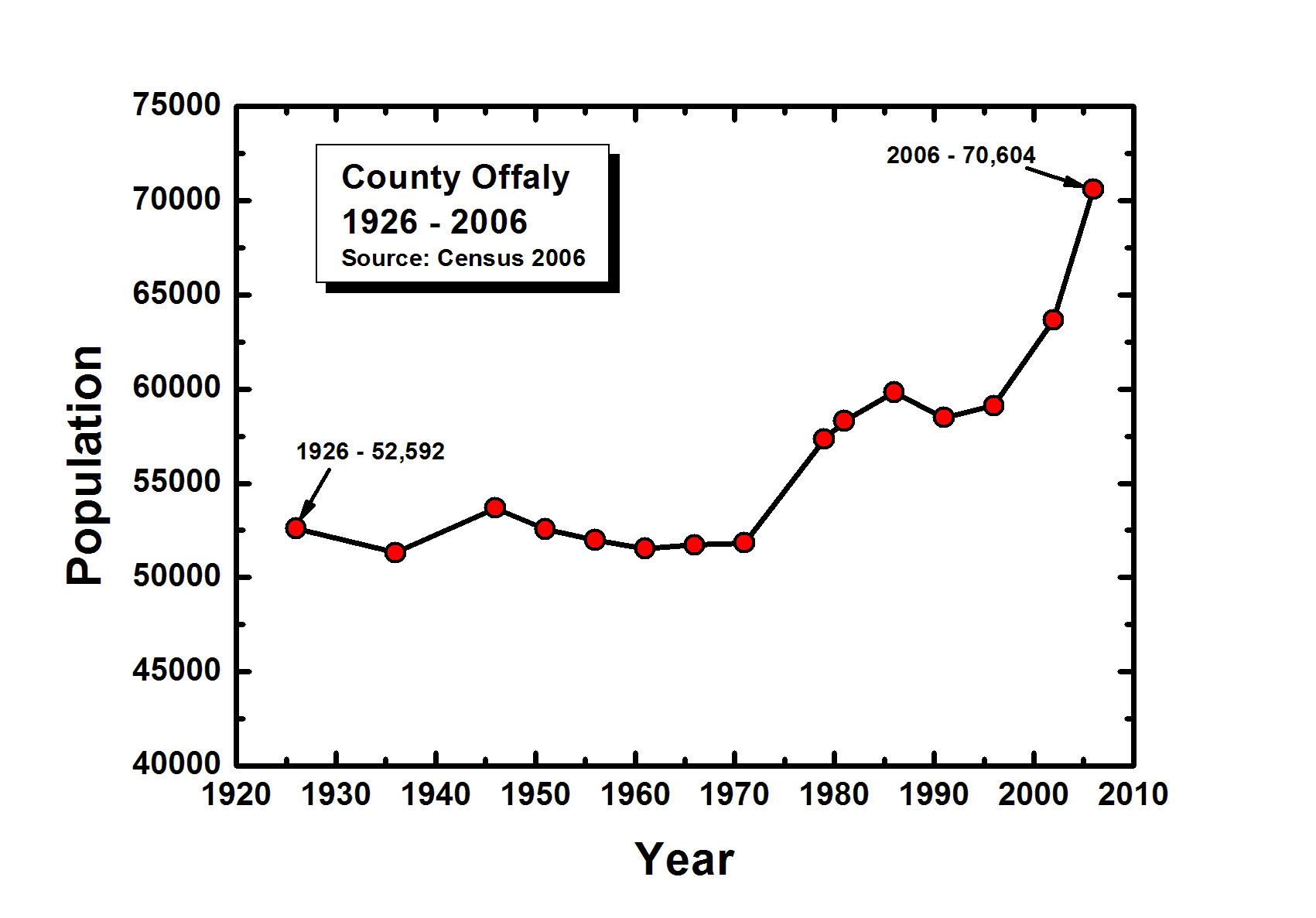
Populační vývoj v hrabství Offaly od roku 1926 do roku 2006

Populace hrabství Offaly se od roku 1961 měnila následovně:
| rok  | počet obyvatel | změna v % |
| 1961 | 51 533         | —         |
| 1971 | 51 829         | +0,57     |
| 1981 | 58 312         | +12,51    |
| 1986 | 59 835         | +2,60     |
| 1991 | 58 494         | –2,24     |
| 1996 | 59 117         | +1,07     |
| 2002 | 63 663         | +7,7      |
| 2006 | 70 868         | +11,3     |
| 2011 | 76 806         | +8,4      |

Počet obyvatelstva v roce 2011 je největší od roku 1881. V letech 1996 až 2006 dramaticky vzrostla populace mnoha měst: Birr o 21,5 %, Tullamore o 28,8 % a Edenderry o 53,9 %. Většina obyvatel (66,5 %) se nachází ve věku 15–64 let, 22,5 % je ve věku do 15 let a 11 % ve věku nad 65 let.